# 7-es busz (Komló)
A komlói 7-es buszjárat az Autóbusz-állomás-Körtvélyes útvonalon közlekedik. Munkanapokon 6:40, 9:30, 11:30 
Körtvélyesből 16:45-kor Mecsekfalú-Völgybe betérésével közlekedik Körtvélyesig és az autóbusz-állómásig  
Valamint a 6-os buszjárat is közlekedik.

## Útvonala
| Autóbusz-állomás - Tröszt - Kökönyös - Körtvélyes: | Körtvélyes - Kökönyös - Tröszt - Autóbusz-állomás: |
| --- | --- |
| - Autóbusz-állomás (Komló) - Tröszt (Komló) - Móricz utca (Komló) - Mecsekfalui út (Komló) - Sikondai elágazás (Komló) - Dávidföld alsó (Komló) - Mecsekfalu felső (Komló) - Körtvélyes(Komló) | - Körtvélyes(Komló) - Mecsekfalu felső (Komló) - Dávidföld alsó (Komló) - Sikondai elágazás (Komló) - Mecsekfalui út (Komló) - Mikszáth utca (Komló) - Tröszt (Komló) - Autóbusz-állomás (Komló) |